# 金龍大
金 龍大（キム・ヨンデ、朝鮮語: 김용대、1979年10月11日 - ）は、大韓民国・慶尚南道出身の元プロサッカー選手。元韓国代表。ポジションはゴールキーパー。

## 経歴

### クラブ
2007年までKリーグの城南一和天馬に所属していたが、兵役のため2008年からは軍のクラブである光州尚武フェニックスに移籍。2009年に城南一和天馬に復帰し、2010年からはFCソウルに所属している。2016年に蔚山現代FCに移籍。2019年に現役引退を発表した。

### 代表
韓国代表として、シドニーオリンピック（正キーパー）や、2002年のワールドカップ日韓大会、2006年のドイツ大会、2011年のAFCアジアカップ2011を経験している。長く代表正GKを務めた李雲在の後釜を狙う存在として期待を集めた。

## 所属クラブ
- 1998年 - 2001年  延世大学校
- 2002年 - 2005年  釜山アイパーク
- 2006年 - 2007年  城南一和天馬
- 2008年 - 2009年  光州尚武フェニックス
- 2009年  城南一和天馬
- 2010年 - 2015年  FCソウル
- 2016年 - 2018年  蔚山現代FC

## 代表歴

### 出場大会
- 韓国代表
  - 2006 FIFAワールドカップ

### 試合数
- 国際Aマッチ 24試合 0得点（2000年-2008年）[2]

| 韓国代表 | 国際Aマッチ | 国際Aマッチ |
| 年       | 出場        | 得点        |
| -------- | ----------- | ----------- |
| 2000     | 9           | 0           |
| 2001     | 3           | 0           |
| 2002     | 1           | 0           |
| 2003     | 2           | 0           |
| 2004     | 1           | 0           |
| 2005     | 2           | 0           |
| 2006     | 0           | 0           |
| 2007     | 3           | 0           |
| 2008     | 3           | 0           |
| 通算     | 24          | 0           |

## タイトル

### 個人
- AFCチャンピオンズリーグ ドリーム チーム：2013